# Day dreams (película de 1922)
Day Dreams aka Daydreams (en España: Sueños imposibles) es un cortometraje de comedia estadounidense de 1922 dirigido y protagonizado por Buster Keaton. Es principalmente famosa por una escena en la que Keaton se encuentra dentro de la rueda de paletas de un barco fluvial. Es una película parcialmente perdida y disponible en fuentes de dominio público.

## Sinopsis
Buster quiere casarse con una chica, pero su padre no lo aprueba. Por este motivo, Keaton jura que irá a la ciudad y conseguirá un trabajo, o se suicidará. Acepta varios trabajos (conserje, empleado en un hospital de animales, limpiador de calles, extra en una obra de teatro, ...) que terminan desastrosamente mal. En las escenas finales, se queda atrapado dentro de la rueda de paletas de un barco fluvial, de donde tiene que correr para salir de ella. Al final, regresa con el padre de su novia, pero como fracasó en todos los sentidos, le dan una pistola para dispararse. Sin embargo, Buster tampoco acierta y, por ello, el padre de la chica lo patea por la ventana.

## Reparto
- Buster Keaton - El joven[5]
- Renée Adorée - La Chica
- Edward F. Cline - El director del teatro (sin acreditar)
- Joe Keaton - El padre de la Chica (sin acreditar)
- Joe Roberts - El alcalde (sin acreditar)

## Producción
Filmada, en parte, en San Francisco, Oakland, y Los Angeles.